# Ermengol de Rouergue
Ermengol (o Ermengaud) (870-ib., 937) fue un hijo de Odón de Tolosa y Garsindis. Su padre le entregó el condado de Rouergue y Quercy en 906 y gobernó estos territorios hasta su muerte. Su hermano fue Raimundo II de Tolosa y juntos gobernaron el vasto patrimonio de su casa en la primera mitad del siglo X.
En 930, donó propiedad a la abadía de Vabres en una carta datada el e séptimo año del reinado de Raúl I de Francia solo con el título de comes (conde). En enero de 932, hizo una donación similar con el título de princeps (príncipe). Fue probablemente considerado como princeps Gothiae, un título que iba a estar en su familia en el siglo X. Él y su sobrino Raimundo Ponce de Tolosa, junto con Sancho IV de Gascuña, fueron a la corte de Raúl aquel año para prestar homenaje por sus tierras. Esto no tuvo el efecto deseado, sin embargo, de satisfacer los deseos reales de influir en el sur y Rodolfo acompañó a Ebles de Aquitania contra los vikingos un poco más tarde, fortaleciendo la dinastía ramnúlfida contra la de Rouergue en la lucha por la supremacía en Aquitania.
Ermengol y su esposa Adelais (Adalaiz) tuvieron dos hijos y una hija, aunque las cartas del hijo mayor indican que había tenido otros hijos además de sus dos herederos. El hijo mayor fue Raimundo, quien heredó Rouergue, y el segundo fue Hugo, que recibió Quercy. Sobre su hija Riquilda de Tolosa se tiene la hipótesis de que se casó con Suniario I, conde de Barcelona.